# Салман Радуєв
Салман Бетирович Радуєв (13 лютого 1967, Гудермес, РРФСР — 14 грудня 2002, Солікамськ, Росія) — чеченський повстанець, один з польових командирів чеченських збройних сил часів Першої і початкового етапу Другої воєн Росії проти Чечні, бригадний генерал. Брав участь у військових діях проти російської федеральної влади, організатор низки гучних терактів на території Російської Федерації.

## Біографія
Стверджував, що закінчив середню школу з відзнакою, потім отримав вищу економічну освіту. Під час служби в армії вступив в КПРС, був членом чечено-інгушського обкому ВЛКСМ. Після приходу до влади Джохара Дудаєва з червня 1992 року — префект Гудермесського району Чечні, з листопада 1992 — командир 6-ї бригади збройних сил Чеченської республіки.
З початку 1995 року, під час Першої ченченської війни, його формування вело бої в східних районах Чечні. Став широко відомим після походу на Кизляр в січні 1996 року, в ході якого захопив близько 3 тис. заручників. Після переговорів з російською федеральною владою з більш ніж 160 заручниками його загін вирушив в бік чеченського кордону, але був блокований в селі Первомайському, де кілька днів тримав оборону, в ході якої з частиною бойовиків прорвався до Чечні.
За його наказом у квітні 1997 року були проведені вибухи на вокзалах в Армавірі і П'ятигорську. Також, для підняття свого авторитету приписував собі й інші теракти.
Кілька раз піддавався замахам з боку федеральних сил, був поранений, втратив око.
Був затриманий в березні 2000 року в селищі Новогрозненське в Чечні. Після арешту піддавався тортурам. 25 грудня 2001 Верховним судом Дагестану був звинувачений у тероризмі, захопленні заручників, розкраданні зброї, організації вбивств військовослужбовців, міліціонерів, а також в організації вибуху на залізничному вокзалі П'ятигорська 28 квітня 1997, при якому дві людини загинули, а ще понад 40 отримали поранення. Засуджений до довічного ув'язнення.
Помер у колонії «Білий лебідь», Солікамськ.